# مارهای شاخک‌دار
مارهای شاخک‌دار (نام علمی: Erpeton) نام یک سرده از تیره قمچه‌ماران است.